# INS Mysore (C60)
«Майсур» (англ. INS Mysore (C60) — військовий корабель, легкий крейсер типу «Коронна колонія» підкласу «Фіджі» військово-морського флоту Індії часів Холодної війни. Крейсер Королівського флоту, який служив у Другій світовій війні як «Найджерія» був придбаний у Великій Британії.

## Історія
«Майсур» був другим крейсером, придбаним незалежною Індією. Він був введений до ладу ВМС Індії у серпні 1957 року. Герб «Майсуру» зображував міфологічного двоголового орла Гандаберунда з герба колишнього штату Майсур. Девіз корабля «Na bibheti kadachana» був взятий з Тайттірія-упанішада.
У 1959 році «Майсур» протаранив есмінець Королівського флоту «Хоуг», серйозно пошкодивши його ніс. У 1969 році він зіткнувся з есмінцем «Рана», що призвело до виведення останнього з експлуатації, а також знову в 1972 році з фрегатом «Беас». «Майсур» служив випробувальним крейсером для тренувань корабельних екіпажів. На ньому кілька офіцерів індійського флоту заслужили звання адміралів. У 1971 році він служив флагманом Західного флоту ВМС Індії та командував ракетним ударом по гавані Карачі в грудні 1971 року. Пізніше, з 1975 року, «Майсур» служив навчальним крейсером для курсантів військово-морських навчальних закладів.
«Майсур» був виведений з експлуатації 20 серпня 1985 року та зданий на брухт.